# Unité urbaine de Saint-Brieuc
L'unité urbaine de Saint-Brieuc est une unité urbaine française centrée sur Saint-Brieuc, préfecture et ville principale du département des Côtes-d'Armor, au cœur de la quatrième agglomération urbaine de la Bretagne.

## Données générales
Dans le zonage réalisé par l'Insee en 2010, l'unité urbaine était composée de huit communes, toutes situées dans le département des Côtes-d'Armor, plus précisément dans l'arrondissement de Saint-Brieuc, au lieu de six lors du zonage de 1999.
Dans le nouveau zonage réalisé en 2020, elle est composée de neuf communes, celle de La Méaugon ayant été ajoutée au périmètre.
En 2022, avec 96 553 habitants , elle représente la 1re unité urbaine du département des Côtes-d'Armor, devançant l'unité urbaine de Lannion qui se classe au 2e rang départemental.
Dans la région Bretagne où elle se situe, elle occupe le 4e rang régional après les  trois grandes unités urbaines de Rennes (1er rang régional et capitale régionale), de Brest (2e rang régional) et de Lorient (3e rang régional) et elle devance l'unité urbaine de Vannes qui se positionne au 5e rang régional en 2022.
En 2022, sa densité de population s'élève à 694 hab/km², ce qui en fait une unité urbaine densément peuplée dans la région de Bretagne.
Par sa superficie, elle ne représente que 2,02 % du territoire départemental mais, par sa population, elle regroupe 15,84 % de la population des Côtes-d'Armor en 2022, soit environ un sixième de la population départementale.

## Composition 2020 de l'unité urbaine
Elle est composée des neuf communes suivantes :
| Nom                         | Code Insee | Département   | Statut       | Superficie (km2) | Population (dernière pop. légale) | Densité (hab./km2) | Modifier                                    |
| --------------------------- | ---------- | ------------- | ------------ | ---------------- | --------------------------------- | ------------------ | ------------------------------------------- |
| Saint-Brieuc (ville-centre) | 22278      | Côtes-d'Armor | ville-centre | 21,88            | 44 607 (2022)                     | 2 039              | modifier les données · modifier les données |
| Langueux                    | 22106      | Côtes-d'Armor | banlieue     | 9,10             | 7 947 (2022)                      | 873                | modifier les données · modifier les données |
| La Méaugon                  | 22144      | Côtes-d'Armor | banlieue     | 6,78             | 1 326 (2022)                      | 196                | modifier les données · modifier les données |
| Plérin                      | 22187      | Côtes-d'Armor | banlieue     | 27,72            | 14 527 (2022)                     | 524                | modifier les données · modifier les données |
| Plerneuf                    | 22188      | Côtes-d'Armor | banlieue     | 8,30             | 1 119 (2022)                      | 135                | modifier les données · modifier les données |
| Ploufragan                  | 22215      | Côtes-d'Armor | banlieue     | 27,06            | 11 347 (2022)                     | 419                | modifier les données · modifier les données |
| Trégueux                    | 22360      | Côtes-d'Armor | banlieue     | 14,57            | 8 462 (2022)                      | 581                | modifier les données · modifier les données |
| Trémuson                    | 22372      | Côtes-d'Armor | banlieue     | 6,31             | 2 238 (2022)                      | 355                | modifier les données · modifier les données |
| Yffiniac                    | 22389      | Côtes-d'Armor | banlieue     | 17,44            | 4 980 (2022)                      | 286                | modifier les données · modifier les données |

## Évolution démographique
| 1968   | 1975   | 1982   | 1990   | 1999   | 2006   | 2011   | 2016   | 2022   |
| ------ | ------ | ------ | ------ | ------ | ------ | ------ | ------ | ------ |
| 73 308 | 84 278 | 86 608 | 87 180 | 89 541 | 93 304 | 95 649 | 95 715 | 96 553 |